# Greta Fernández
Greta Fernández, född 4 februari 1995 i Barcelona, är en spansk skådespelare.
Fernández har bland annat medverkat i TV-serien 30 Coins. Hon har även medverkat i filmen Cuckoo.

## Filmografi
- 2021–2023 – 30 Coins (TV-serie)
- 2024 – Cuckoo